# Abel Matutes
Abel Matutes Juan (né le 31 octobre 1941 à Ibiza), est un homme d'affaires et ancien homme politique espagnol membre du Parti populaire (PP).
Il fut l'un des deux premiers commissaires européens espagnols après l'adhésion du pays à la CEE en 1985. Il a tout d'abord été responsable du portefeuille du Crédit et de l'Investissement jusqu'en 1989, avant de s'occuper pendant quatre ans de celui de la Politique méditerranéenne, puis d'être chargé des Transports et de l'Énergie. Élu député européen en 1994, peu après avoir démissionné de la Commission européenne, il offre la première victoire électorale nationale à son parti, et est nommé en 1996 au poste de ministre des Affaires étrangères par José María Aznar. Pendant son mandat, il effectue un voyage à Cuba et soutient la candidature de Romano Prodi à la présidence de la Commission européenne contre Javier Solana. Il n'est pas reconduit en 2000 et se retire peu à peu de la vie politique.

## Carrière académique
Il étudie le droit et les sciences économiques à l'Université de Barcelone, où il devient par la suite professeur d'économie politique et de finances publiques.
Professeur honoraire de l'Université de Buenos Aires, il est également docteur honoris causa de Université de Santiago du Chili au Chili et de l'Université autonome de Madrid.

## Carrière professionnelle
Au cours de sa vie, il a présidé diverses entreprises, comme la compagnie hôtelière Hotel Matutes, du groupe d'hôtels Doliga ou la Banque Matutes.
Il est actuellement à la tête du Groupe Matutes lui-même propriétaire de la multinationale Palladium Hotel Group (es) qui possède et exploite des dizaines d'hôtels, dont l'Ushuaïa Ibiza Beach Hotel.
De plus, il est le propriétaire et bénéficiaire des liaisons entre Ibiza et Formentera, et possède 42,5% de la compagnie Baleària.

## Carrière politique
Il est maire franquiste d'Ibiza de 1970 à 1971. Il adhère ensuite au parti Réforme démocratique, qui intègre lui-même l'Alliance populaire (AP).
Le 15 juin 1977, il est élu sénateur pour Ibiza-Formentera lors des premières élections démocratiques. Il conserve son siège au scrutin du 1er mars 1979. Environ trois ans plus tard, il quitte la chambre haute du Parlement à la suite de son élection comme député des Îles Baléares aux législatives anticipées de 1982.
Premier vice-président, puis président du comité national électoral du Parti populaire (PP), il en démissionne en novembre 2008 afin de mieux défendre ses intérêts, s'estimant victime d'une « persécution » du Conseil insulaire d'Ibiza.

### Activité européenne
À la suite de l'intégration de l'Espagne dans la Communauté économique européenne (CEE), Abel Matutes est nommé, avec le socialiste Manuel Marín, commissaire européen le 5 janvier 1986. Il est alors responsable du Crédit, de l'Investissement, et des Petites et moyennes entreprises (PME). En 1989, quand Jacques Delors forme sa deuxième Commission, il passe au commissariat chargé de la Politique méditerranéenne et latino-américaine, puis à celui chargé des Transports et de l'Énergie en 1993, dans la troisième Commission Delors. Il démissionne en avril 1994 afin de se présenter aux élections européennes de juin comme tête de liste du Parti populaire (PP). Le jour du scrutin, il s'impose avec 40 % des voix, offrant là sa première victoire nationale au PP.
Durant ses huit années à la Commission européenne, il a initié une nouvelle méthode de travail au sein du collège, privilégiant le dialogue afin d'éviter les frictions politiques entre les différentes commissaires.

### Ministre des Affaires étrangères
Le 6 mai 1996, Abel Matutes est choisi pour devenir ministre des Affaires étrangères dans le premier gouvernement dirigé par José María Aznar.
Au cours de son mandat, il a réalisé un voyage officiel à Cuba, ce qui constituait alors un fait historique dans la mesure où il s'agissait du premier geste de rapprochement entre l'Espagne et le régime de Fidel Castro.
En 1999, il provoque un scandale national en soutenant clairement la candidature de Romano Prodi à la présidence de la Commission européenne, contre le secrétaire général de l'OTAN de l'époque, Javier Solana. Bien que cette prise de position fût contraire aux intérêts de l'Espagne, le gouvernement ne fit aucune déclaration à ce sujet. Toutefois, la presse a traité cette attitude de manière assez critique.
Il n'est pas reconduit à son poste le 28 avril 2000 dans le second cabinet Aznar. Il abandonne alors la vie politique.